# Alina Wiercińska
Alina Teresa Wiercińska z domu Morat (ur. 1931, zm. 25 grudnia 2019 w Warszawie) – polska antropolog, doktor hab., profesor Uniwersytetu Jana Kochanowskiego w Kielcach.

## Życiorys
Obroniła pracę doktorską, następnie habilitowała się na podstawie dorobku naukowego i pracy. Otrzymała nominację profesorską. Pracowała w Wyższej Szkole Pedagogicznej im. Janusza Korczaka w Warszawie na Wydziale Nauk Społecznych w Warszawie, oraz w Instytucie Zarządzania na Wydziale Prawa, Administracji i Zarządzania Akademii Świętokrzyskiej im. Jana Kochanowskiego.
Piastowała funkcję docenta i starszego kustosza w Państwowym Muzeum Archeologicznym w Warszawie. Objęła stanowisko profesora na Uniwersytecie Jana Kochanowskiego w Kielcach.

## Życie prywatne
Jej mężem był prof. dr hab. Andrzej Wierciński.